# Seznam technických komisí IEC
Seznam technických komisí IEC, Mezinárodní elektrotechnické komise, je dynamickou záležitostí, která odpovídá stavu vývoje a prodeje příslušných výrobků a technologií.
IEC je jedna z nejstarších normalizačních organizací, v níž je členství otevřené pro příslušný národní orgán každé země. Normotvorné orgány, uznané na mezinárodní, regionální nebo národní úrovni, zajišťují přípravu, schvalování nebo přijímání norem, které jsou zpřístupněny veřejnosti. IEC je zaměřena na  oblast elektrotechniky a elektroniky. IEC spolupracuje s národními organizacemi v různých zemích.

## Normy IEC
Proces vytváření norem IEC je obdobný s procesem vytváření jiných norem.  Tento proces je zabezpečován řadou technických komisí  (technical committees, TC) and subkomisí (subcommittees, SC). Komise TC provádí hlášení Radě SMB (Standardization Management Board). Jednotlivé komise TC předkládají předmět svoji normotvorné činnosti ke schválení SMB. Komisi TC může tvořit jedna nebo více subkomisí SC. Předmět činnosti subkomise SC musí být podmnožinou předmětu činnosti příslušné komise TC.
Komise TC je složena z členu z různých národních komisí, které se podílejí na práci  této komise.
IEC má více než 11000 technických expertů, kteří spolupracují bezplatně na tvorbě norem.
Dále uvedená tabulka je malou ukázkou z velkého počtu technických komisí IEC .
Podrobnosti o Mezinárodní elektrotechnické komisi (IEC) nalézt na webu IEC .
Strukturu managementu IEC, včetně začlenění technických komisí a subkomisí (TC/SC) lze rovněž nalézt na webu IEC.
(IEC - About us - Who we are _ Management Structure.html).

## Seznam technických komisí IEC
Následující tabulka ukazuje komise a subkomise IEC (stav 07/2020), včetně subkomisí Společné technické komise ISO/IEC JTC 1.
| IEC TC         | SC      | Název komise/subkomise |
| TC 1           |         | Terminologie |
| TC 2           |         | Točivé elektrické stroje |
| TC 3           |         | Dokumentace, grafické značky a zobrazování technických informací |
|                | SC 3C   | Grafické značky pro použití na předmětech |
|                | SC 3D   | Třídy, vlastnosti a identifikace produktů - společný datový slovník (CDD) |
| TC 4           |         | Vodní turbíny |
| TC 5           |         | Parní turbíny |
| TC 7           |         | Venkovní elektrické vodiče |
| TC 8           |         | Systémové aspekty pro zásobování elektřinou |
|                | SC 8A   | Integrace inteligentních sítí do velkokapacitních obnovitelných zdrojů energie (RE) |
|                | SC 8B   | Decentralizované soustavy elektrické energie |
|                | SC 8C   | Správa sítě |
| TC 9           |         | Elektrická zařízení a systémy pro dráhy |
| TC 10          |         | Kapaliny pro použití v elektrotechnice |
| TC 11          |         | Venkovní vedení |
| TC 13          |         | Zařízení pro měření a regulaci elektrické energie |
| TC 14          |         | Výkonové transformátory |
| TC 15          |         | Tuhé elektroizolační materiály |
| TC 17          |         | Spínací a řídicí zařízení |
|                | SC 17A  | Spínací přístroje |
|                | SC 17C  | Rozvaděče |
| TC 18          |         | Elektrická instalace na plavidlech a mobilních a pevných pobřežních zařízeních |
|                | SC 18A  | Elektrické kabely pro plavidla a mobilní a pevná pobřežní zařízení |
| TC 20          |         | Elektrické kabely |
| TC 21          |         | Akumulátorové články a baterie |
|                | CS 21A  | Akumulátorové články a baterie obsahující alkalické nebo jiné nekyselé elektrolyty |
| TC 22          |         | Výkonová elektronika a zařízení |
|                | SC 22E  | Stabilizované výkonové zdroje |
|                | SC 22F  | Výkonová elektronika pro elektrické přenosové a distribuční sítě |
|                | SC 22G  | Polovodičové výkonové měniče pro systémy elektrických pohonů s nastavitelnou rychlostí |
|                | SC 22H  | Zdroje nepřerušovaného napájení napájení (UPS) |
| TC 23          |         | Elektrická příslušenství |
|                | SC 23A  | Kabelové systémy |
|                | SC 23B  | Vidlice, zásuvky a spínače |
|                | SC 23E  | Jističe a podobná zařízení pro domovní použití |
|                | SC 23G  | Nástrčky a přívodky pro spotřebiče |
|                | SC 23H  | Vidlice, zásuvky a nástrčky a přívodky pro průmyslové a podobné použití a pro elektrická vozidla                                                                                           |
|                | SC 23J  | Spínače pro spotřebiče |
|                | SC 23K  | Energetická efektivnost elektrických výrobků |
| TC 25          |         | Veličiny a jednotky |
| TC 26          |         | Elektrické svařování |
| TC 27          |         | Průmyslový elektroohřev a elektromagnetické výrobní postupy |
| TC 29          |         | Elektroakustika |
| TC 31          |         | Nevýbušná elektrická zařízení |
|                | SC 31G  | Jiskrově bezpečná zařízení |
|                | SC 31J  | Zařízení používaná v prostředí s hořlavými prachy |
|                | SC 31M  | Neelektrická zařízení a ochranné systémy pro výbušné atmosféry |
| TC 32          |         | Pojistky |
|                | SC 32A  | Vysokonapěťové pojistky |
|                | SC 32B  | Pojistky nízkého napětí |
|                | SC 32C  | Miniaturní pojistky |
| TC 33          |         | Silové kondenzátory a jejich aplikace |
| TC 34          |         | Světelné zdroje a přídavná zařízení |
|                | SC 34A  | Elektrické světelné zdroje |
|                | SC 34B  | Patice a objímky světelných zdrojů |
|                | SC 34C  | Přídavná zařízení pro světelné zdroje |
|                | SC 34D  | Svítidla |
| TC 35          |         | Primární články a baterie |
| TC 36          |         | Izolátory |
|                | SC 36A  | Izolační průchodky |
| TC 37          |         | Svodiče přepětí |
|                | SC 37A  | Přepěťová ochranná zařízení pro nízká napětí |
|                | SC 37B  | Součástky pro ochranu před přepětím nízkého napětí |
| TC 38          |         | Přístrojové transformátory |
| TC 40          |         | Kondenzátory a rezistory pro elektronická zařízení |
| TC 42          |         | Technika vysokonapěťových a silnoproudých zkoušek |
| TC 44          |         | Bezpečnost strojního zařízení. Elektrotechnická hlediska |
| TC 45          |         | Přístroje jaderné techniky |
|                | SC 45A  | Instrumentace, řídicí a elektrické systémy jaderných zařízení |
|                | SC 45B  | Přístroje pro ochranu před ionizujícím zářením |
| TC 46          |         | Kabely, vodiče, vlnovody, vf konektory a příslušenství pro komunikaci a signalizaci |
|                | SC 46A  | Koaxiální kabely |
|                | SC 46C  | Vodiče a symetrické kabely |
|                | SC 46F  | Vysokofrekvenční a mikrovlnné pasivní součástky |
| TC 47          |         | Polovodičové součástky |
|                | SC 47A  | Integrované obvody |
|                | SC 47D  | Pouzdření polovodičových součástek |
|                | SC 47E  | Diskrétní polovodičové součástky |
|                | SC 47F  | Mikroelektromechanické systémy |
| TC 48          |         | Elektrické konektory a mechanické konstrukce elektrických a elektronických zařízení |
|                | SC 48B  | Elektrické konektory |
|                | SC 48D  | Mechanické konstrukce pro elektrická a elektronická zařízení |
| TC 49          |         | Piezoelektrické, dielektrické a elektrostatické součástky a související materiály pro řízení a výběr kmitočtu a detekcí                                                                    |
| TC 51          |         | Magnetické součástky, feritové a magnetické práškové materiály |
| TC 55          |         | Vodiče pro vinutí |
| TC 56          |         | Spolehlivost |
| TC57           |         | Řízení elektrizačních soustav a výměna přidružených informací |
| TC 59          |         | Funkce elektrických spotřebičů pro domácnost a podobné účely |
|                | SC 59A  | Elektrické myčky nádobí |
|                | SC 59C  | Elektrické tepelné spotřebiče pro domácnost a podobné účely |
|                | SC 59D  | Funkce elektrických spotřebičů pro praní prádla pro domácnost a podobné účely |
|                | SC 59F  | Spotřebiče pro čištění povrchu |
|                | SC 59K  | Funkce elektrických kuchyňských spotřebičů pro domácnost a podobné účely |
|                | SC 59L  | Malé spotřebiče pro domácnost |
|                | SC 59M  | Funkce elektrických spotřebičů pro chlazení a mražení pro domácnost a podobné účely |
| TC 61          |         | Bezpečnost elektrických spotřebičů pro domácnost a podobné účely |
|                | SC 61B  | Bezpečnost mikrovlnných spotřebičů pro domácnost a komerční použití |
|                | SC 61C  | Bezpečnost chladicích spotřebičů pro domácnost a komerční použití |
|                | SC 61D  | Zařízení pro klimatizaci v domácnosti a podobné účely |
|                | SC 61H  | Bezpečnost elektrických spotřebičů pro zemědělství |
|                | SC 61J  | Elektrické spotřebiče pro čištění, pro komerční účely |
| TC 62          |         | Elektrické přístroje ve zdravotnické praxi |
|                | SC 62A  | Obecná hlediska na elektrická zařízení ve zdravotnické praxi |
|                | SC 62B  | Diagnostické zobrazovací přístroje |
|                | SC 62C  | Zařízení pro radioterapii, nukleárni medicínu a dozimetrii ionizujicího záření |
|                | SC 62D  | Zdravotnické elektrické přístroje |
| TC 64          |         | Elektrické instalace a ochrana před úrazem elektrickým proudem |
| TC 65          |         | Měření, řízení a automatizace průmyslových procesů |
|                | SC 65A  | Systémová hlediska |
|                | SC 65B  | Měřicí a řídicí zařízení |
|                | SC 65C  | Průmyslové sítě |
|                | SC 65E  | Zařízení a integrace v podnikových systémech |
| TC 66          |         | Bezpečnost měřicích, řídicích a laboratorních zařízení |
| TC 68          |         | Magnetické slitiny a oceli |
| TC 69          |         | Systémy pro napájení/přenos elektrické energie pro silniční vozidla a průmyslové vozíky s elektrickým pohonem                                                                              |
| TC 70          |         | Stupně ochrany krytem |
| TC 72          |         | Automatická elektrická řídicí zařízení |
| TC 73          |         | Zkratové proudy |
| TC 76          |         | Bezpečnost optického záření a laserová zařízení |
| TC 77          |         | Elektromagnetická kompatibilita |
|                | SC 77A  | Nízkofrekvenční jevy |
|                | SC 77B  | Vysokofrekvenční jevy |
|                | SC 77C  | Přechodové jevy při vysokém výkonu |
| TC 78          |         | Práce pod napětím |
| TC 79          |         | Poplachové a elektronické bezpečnostní systémy |
| TC 80          |         | Námořní navigační a radiokomunikační zařízení a systémy |
| TC 81          |         | Ochrana před bleskem |
| TC 82          |         | Solární fotovoltaické energetické systémy |
| TC 85          |         | Měřicí zařízení elektrických a elektromagnetických veličin |
| TC 86          |         | Vláknová optika |
|                | SC 86A  | Vlákna a kabely |
|                | SC 86B  | Spojovací prvky a pasivní součástky vláknové optiky |
|                | SC 86C  | Optické vláknové systémy a aktivní prvky |
| TC 87          |         | Ultrazvuk |
| TC 88          |         | Větrné elektrárny |
| TC 89          |         | Zkoušení požárního nebezpečí |
| TC 90          |         | Supravodivost |
| TC 91          |         | Technologie montáže elektroniky |
| TC 94          |         | Elektrická dvoustavová relé |
| TC 95          |         | Měřící relé a zařízení ochrany |
| TC 96          |         | Transformátory, tlumivky, napájecí zdroje a jejich kombinace |
| TC 97          |         | Elektrické instalace pro osvětlení a návěští na letištích |
| TC 99          |         | Systémové inženýrství a výstavba elektrických instalací nad 1 kV AC a 1,5 kV DC, zvláště s ohledem na bezpečnostní hlediska                                                                |
| TC 100         |         | Zvukové, obrazové a multimediální systémy a zařízení |
| TC 101         |         | Elektrostatika |
| TC 103         |         | Vysílací zařízení pro radiokomunikace |
| TC 104         |         | Podmínky prostředí, klasifikace a metody zkoušek |
| TC 105         |         | Technologie palivových článků |
| TC 106         |         | Metody pro posuzování elektrických, magnetických a elektromagnetických polí působících na lidský organizmus                                                                                |
| TC 107         |         | Řízení procesů v letectví |
| TC 108         |         | Bezpečnost elektronických zařízení audio/video, informační techniky a komunikační techniky                                                                                                 |
| TC 109         |         | Koordinace izolace pro zařízení nízkého napětí |
| TC 110         |         | Elektronické displeje |
| TC 111         |         | Environmentální normalizace pro elektrické a elektronické produkty a systémy |
| TC 112         |         | Hodnocení a kvalifikace elektroizolačních materiálů a systémů |
| TC 113         |         | Nanotechnologie ‒ normalizace elektrických a elektronických výrobků a systémů |
| TC 114         |         | Energie moře ‒ Podmořské turbíny |
| TC 115         |         | Přenos vysokým stejnosměrným napětím pro stejnosměrná napětí nad 100 kV |
| TC 116         |         | Bezpečnost elektromechanického nářadí |
| TC 117         |         | Solární tepelné elektrárny |
| TC 119         |         | Tištěná elektronika |
| TC 120         |         | Systémy pro akumulaci elektrické energie (EES) |
| TC 121         |         | Spínací a řídicí přístroje a rozváděče nízkého napětí |
|                | SC 121A | Spínací a řídicí přístroje nízkého napětí |
|                | SC 121B | Rozváděče nízkého napětí |
| TC 122         |         | Přenosové systémy se zvláště vysokým střídavým napětím (ZVN) |
| TC 123         |         | Správa síťových zdrojů v elektrizačních soustavách |
| TC 124         |         | Nositelná elektronická zařízení a technologie |
| TC 125         |         | Osobní e-transportéry (PeTs) |
| TP 126         |         | Systémy binární výroby elektrické energie |
| TP 127         |         | Nízkonapěťové pomocné napájecí systémy pro elektrárny a rozvodny |
| TP 128         |         | Provoz elektrických zařízení |
| CISPR          |         | Zvláštní mezinárodní výbor pro vf rušení |
| CIS/A          |         | Měření a statistické metody radiového rušení |
| CIS/B          |         | Rušení souvisící s průmyslovými, vědeckými a lékařskými vysokofrekvenčními přístroji, s jiným průmyslovým zařízením, s venkovními vedeními, zařízením vysokého napětí a elektrickou trakcí |
| CIS/D          |         | Elektromagnetické rušení souvisící s elektrickým/elektronickým příslušenstvím vozidel a zařízení poháněných spalovacími motory                                                             |
| CIS/F          |         | Rušení způsobené spotřebiči pro domácnost, nářadím, zařízením pro osvětlování a podobnými zařízeními                                                                                       |
| CIS/H          |         | Limity pro ochranu vf služeb |
| CIS/I          |         | Elektromagnetická kompatibilita ‒ přijímače, zařízení informační techniky, zařízení multimédií                                                                                             |
| CIS/S          |         | Řídicí výbor CISPR |
| IECEx          |         | IEC Systém pro certifikaci podle norem pro nevýbušná elektrická zařízení |
| ISO/IEC/ JTC 1 |         | Informační technologie |
|                | SC 2    | Kódované soubory znaků |
|                | SC 6    | Telekomunikace a výměna informací mezi systémy |
|                | SC 7    | Softwarové a systémové inženýrství |
|                | SC 17   | Karty a bezpečnostní zařízení pro osobní identifikaci |
|                | SC 22   | Programovací jazyky, jejich prostředí a rozhraní softwarových systémů |
|                | SC 23   | Digitálně nahrávané nosiče pro výměnu a ukládání informací |
|                | SC 24   | Počítačová grafika, zpracování obrazu a prostředí pro zobrazení dat |
|                | SC 25   | Propojení zařízení informačních technologií |
|                | SC 27   | Bezpečnost informací, kybernetická bezpečnost a ochrana soukromí |
|                | SC 28   | Kancelářská zařízení |
|                | SC 29   | Kódování zvukových, obrazových a multimediálních a hypermediálních informací |
|                | SC 31   | Metody automatické identifikace a sběr dat |
|                | SC 32   | Informační technologie ‒ Správa a výměna dat |
|                | SC 34   | Popis dokumentu a jazyky pro jejich zpracování |
|                | SC 35   | Uživatelská rozhraní |
|                | SC 36   | Informační technologie pro učení, vzdělávání a školení |
|                | SC 37   | Biometrika |
|                | SC 38   | Cloud computing a distribuované platformy |
|                | SC 39   | Udržitelnost, IT a datová centra |
|                | SC 40   | Management IT služeb a správa IT |
|                | SC 41   | Internet věcí a souvisící technologie |
|                | SC 42   | Umělá inteligence |